# Vassili Davidenko
Vassili Davidenko (né le 3 juillet 1970 à Tbilissi) est un coureur cycliste russe. Membre de l'équipe d'URSS jusqu'en 1991, il est professionnel de 1993 à 2006, il a effectué la majeure partie de sa carrière aux États-Unis au sein de l'équipe Navigators, dont il est devenu directeur sportif en 2007. Il est actuellement manager général de l'équipe Novo Nordisk.

## Palmarès
- 1988
  -  Médaillé d'argent au championnat du monde sur route juniors
- 1990
  - 3e, 6e, 10e et 15e étapes du Tour du Mexique
- 1991
  - 3e et 4e étapes de la Course de la Paix
- 1992
  - Gran Premio della Liberazione
- 1995
  - 10e étape du Tour DuPont
- 1996
  -  Champion de Russie sur route
  - 1re étape du Tour de Pologne
- 1997
  - 6e de Tirreno-Adriatico
- 1998
  -  Champion de Russie de cyclo-cross
- 1999
  - 5e étape de la Cascade Classic
  - 5e étape du Tour de Toona
  - 2e du championnat de Russie sur route
  - 3e du Tour de Toona
- 2000
  - 1re, 2e et 4eb étapes du Tour de Beauce
  - 2e du Tour de Toona
- 2001
  - 2e étape de la Sea Otter Classic
  - 6e étape du Tour des Abruzzes
  - 2e et 4e étapes du Tour de Toona
  - 2e du Tour de Toona
  - 3e de la Clarendon Cup
- 2002
  - Clarendon Cup
  - 2e du Grand Prix de la ville de Rennes
- 2003
  - 3e étape du Tour du Connecticut
  - 5eb étape du Tour de Beauce
- 2004
  - 3e du CSC Invitational
- 2005
  - Athens Twilight Criterium
  - 2e étape de l'Owasco Stage Race
  - 1re et 2e étapes du Tour du Connecticut
  - Captech Classic Richmond
  - 4eb étape du Tour de Beauce
  - 2e de l'Owasco Stage Race
  - 3e du Tour du Connecticut
  - 3e du Gastown Grand Prix
- 2006
  - Athens Twilight Criterium

## Classements mondiaux
| Année            | 2005 | 2006 |
| ---------------- | ---- | ---- |
| UCI America Tour | 166e | 266e |